# Mi-10 (航空機)
Mi-10
アエロフロートのMi-10（1970年代初め）
- 用途：クレーンヘリコプター
- 製造者：M・L・ミーリ記念モスクワ・ヘリコプター工場
- 初飛行：1960年6月15日
- 生産数：55機 +
- 運用開始：1963年

ミル Mi-10（NATOコードネーム：ハーク、"Harke"）は、1962年にミル Mi-6から開発されたソビエト連邦の輸送ヘリコプターである。1963年 に就役した。
ロストフ・ナ・ドヌ ヘリコプター工場の「製品60号」としても知られる。

## 概要
Mi-10は5500 shpのソロビエフ D-25V ターボシャフト エンジンを2基装備しており、短脚型（"Mi-10K"）と長脚型（"Mi-10R"）の2種類が製造された。本機には胴体後部下面に前方へ向けたカメラが装着されており、下向きの懸吊監視窓を通して着陸時の荷物と降着装置の状態を確認できるようになっていた
。

## 派生型
- V-10：Mi-10の試作機

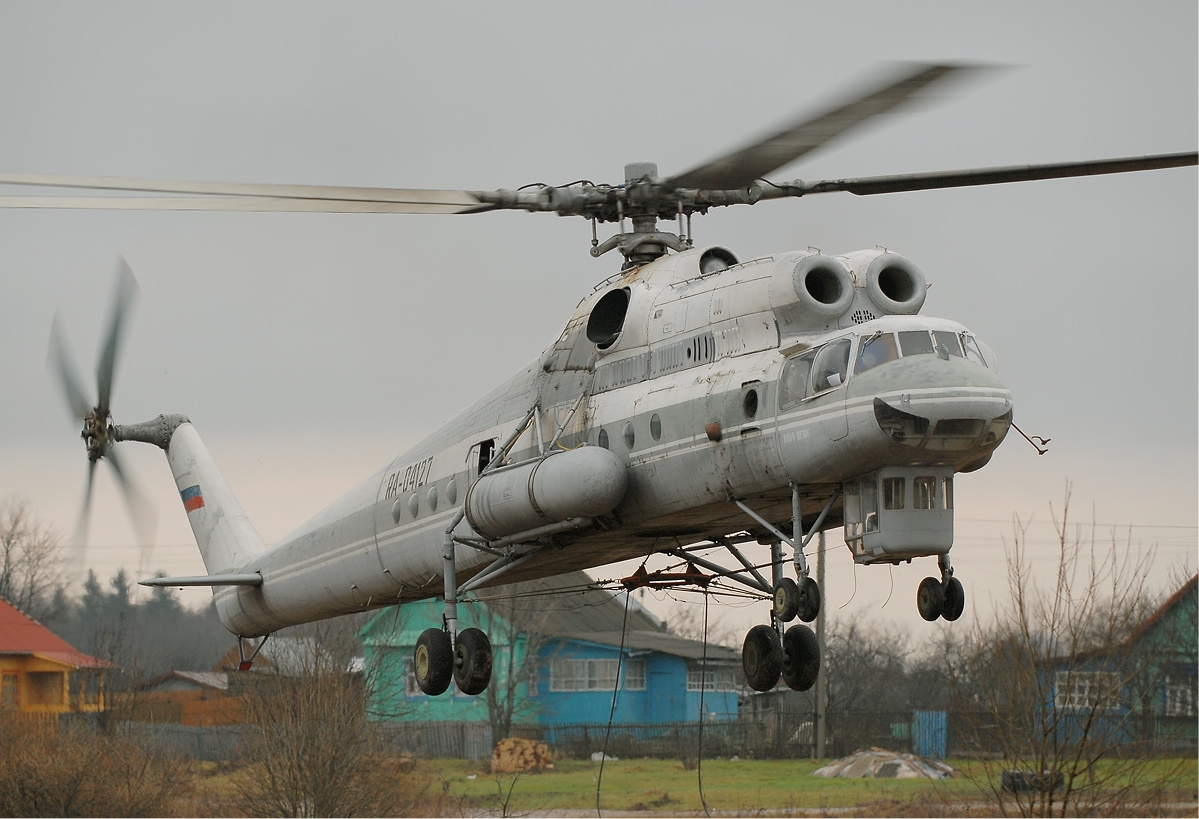
Mi-10K

- Mi-10K (NATOコードネーム：ハーク B)：輪間距離の短い降着装置と機体下部のゴンドラを備えた短脚のクレーンヘリコプター (bg:Ми-10を参照).
- Mi-10R (NATOコードネーム：ハーク A)：標準生産型の長脚型クレーンヘリコプター。記録樹立。
- Mi-10PP：ECM (Postanovschik Pomekh)

## 運用

### 軍事運用
ソビエト連邦
- ソ連空軍
- ソ連陸軍 航空隊

### 民間運用
ロシア
- UTair (7)

### 以前の運用
ロシア
- Komiavia

 ソビエト連邦
- アエロフロート

## 性能･主要諸元
- 乗員：3名

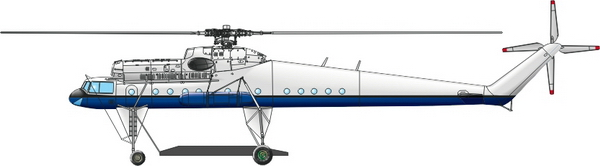
Mi-10

- 積載量：貨物 15,000 kg (33,000 lb)
- 全長：32.86 m (107 ft 9 in)
- 全高：7.80 m (25 ft 7 in)
- 主回転翼直径：35.00 m (114 ft 10 in)
- 円板面積：962 m² (10,350 ft²)
- 円板荷重：45 kg/m² (9 lb/ft²)
- 空虚重量：24,680 kg (54,296 lb)
- 全備重量：43,550 kg (95,810 lb)
- 最大離陸重量：43,700 kg (96,140 lb)
- 推力重量比：0.18 kW/kg (0.11 hp/lb)
- 発動機：2 × ソロビヨフ D-25V ターボシャフト エンジン、4,045 kW (5,422 shp)
- 超過禁止速度：204 km/h (128 mph)
- 航続距離：650 km (406 mi)
- 巡航高度：3,000 m (9,840 ft)